# Hangover

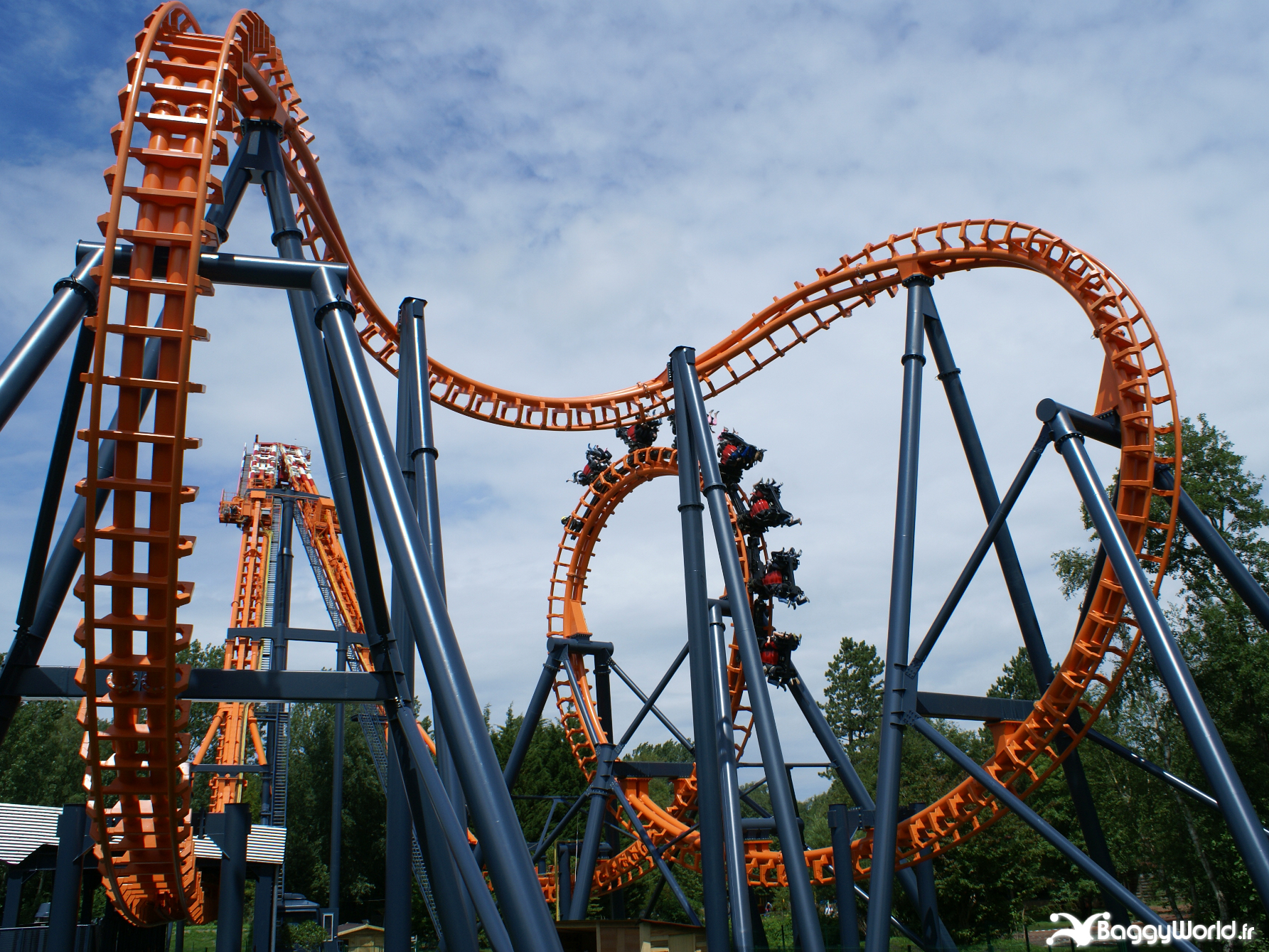
Gamla Hangover med det nya namnet Triops i nöjesparken Bagatelle i Frankrike, 2012.

Hangover, i kommersiellt bruk skrivet HangOver, var en inverterad berg- och dalbana på Liseberg i Göteborg och invigdes 1997. Åkattraktionen låg på samma plats där Lisebergsloopen låg och där Farfars bil ligger idag. Sista åkturen gjordes 2002, och året därpå såldes Hangover till nöjesparken Allou Fun Park i Grekland. 2012 såldes den till parken Bagatelle i Frankrike och bytte namn till Triops; där togs den i drift den 30 juni 2012.
Hangover kostade 35 miljoner kronor och tillverkades av det holländska företaget Vekoma. Den skulle egentligen ha öppnat 1996, men på grund av tekniska problem kom den först igång 1997.
Passagerarna hängde under rälsen och satt mitt emot varandra. Banan var 300 meter lång, men eftersom tåget åkte både fram och tillbaka blev åkturen 600 meter lång. Åkarna fick alltså åka både framlänges och baklänges.
Med hjälp av en kedja, drogs tåget upp för en backe. Längst upp i backen släpptes tåget och åkte tillbaka ner för backen, förbi stationen och vidare genom bland annat en loop för att sedan dras upp i ännu en backe och sedan åka tillbaka igen till den första backen och slutligen långsamt hissas ner till stationen med hjälp av kedjan.

## De tekniska problemen 1996
Hangover var den första berg- och dalbanan i världen som skulle ha drivits av elektromagnetisk kraft. Men tekniken krånglade och premiären flyttades framåt flera gånger under 1996 för att till slut aldrig bli av. Inför säsongen 1997 hade man bytt ut elektromagnetismen till en kedja som på traditionellt vis drog upp tåget i backarna.
Förseningskostnaderna för Liseberg steg till flera miljoner kronor. Tillverkaren Vekoma tvingades ersätta Liseberg, genom att stå för kostnaderna för ersättningsåkattraktionen Uppskjutet, tillverkad av S&S Power och invigd sommaren 1996.

## Incidenter
Redan innan åkattraktionen var i bruk, inträffade en incident då en 150 kg tung tyngd vid en testkörning 1996 föll av tåget på 20 meters höjd och ner på marken samtidigt som besökande fanns i parken. Vid flera tillfällen fastnade tåget och passagerare blev sittande flera meter ovan mark. 

## Olika namn i olika parker
Efter att Liseberg sålde Hangover har den sålts vidare och bytt namn vid flera tillfällen.
| År        | Namn     | Park           | Land      | Notis                 |
| --------- | -------- | -------------- | --------- | --------------------- |
| 1996-2002 | Hangover | Liseberg       | Sverige   | Ej i bruk förrän 1997 |
| 2003-2004 |          | Allou Fun Park | Grekland  | Ej monterad*          |
| 2005-2011 | Tornado  | Sommerland Syd | Danmark   |                       |
| 2012-idag | Triops   | Bagatelle      | Frankrike |                       |

*Allou Fun Park köpte Hangover av Liseberg men monterade den inte. Den låg magasinerad mellan 2003 och 2004 och såldes sedan till Sommerland Syd i Danmark.